# Rhinella ornata
Pour les articles homonymes, voir Bufo dorsalis.
Espèce
Synonymes
- Bufo ornatus Spix, 1824
- Bufo dorsalis Spix, 1824
- Bufo spixii Fitzinger, 1826
- Bufo gracilis Girard, 1853
- Bufo crucifer var. roseanus Miranda-Ribeiro, 1926
- Bufo crucifer inornatus Lutz, 1934
- Bufo crucifer mayi Miranda-Ribeiro, 1937

Statut de conservation UICN

 LC  : Préoccupation mineure
Rhinella ornata est une espèce d'amphibiens de la famille des Bufonidae.

## Répartition
Cette espèce est endémique du Sud-Est du Brésil. Elle  se rencontre dans la forêt atlantique des États d'Espírito Santo, de Rio de Janeiro, de São Paulo et du Paraná.
Sa présence est incertaine dans le nord-est de l'Argentine dans les provinces de Misiones et Corrientes et au Paraguay.

## Description

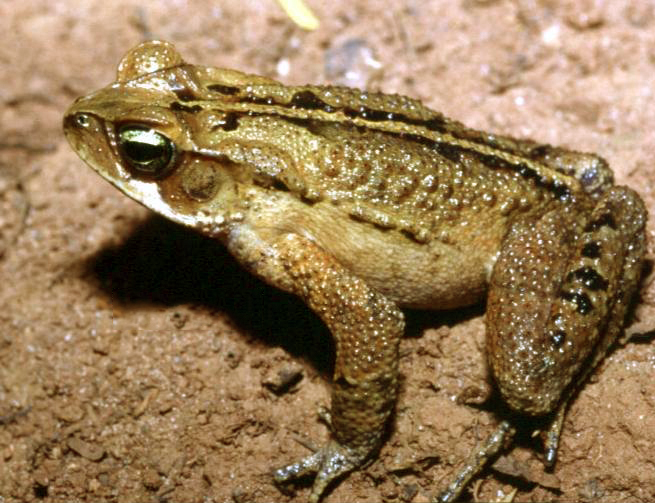
Rhinella ornata

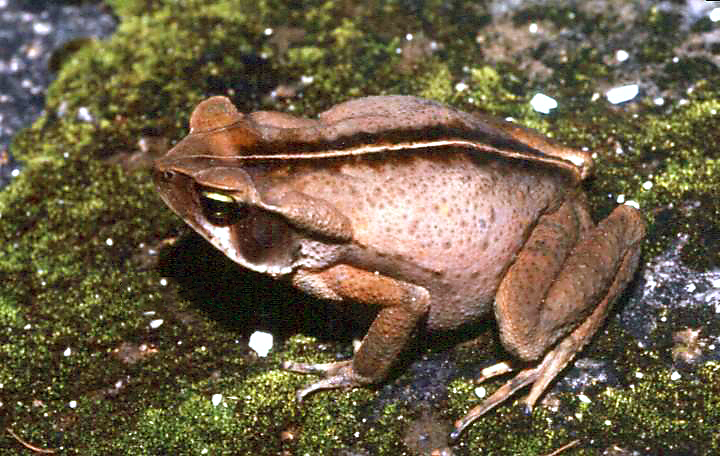
Rhinella ornata

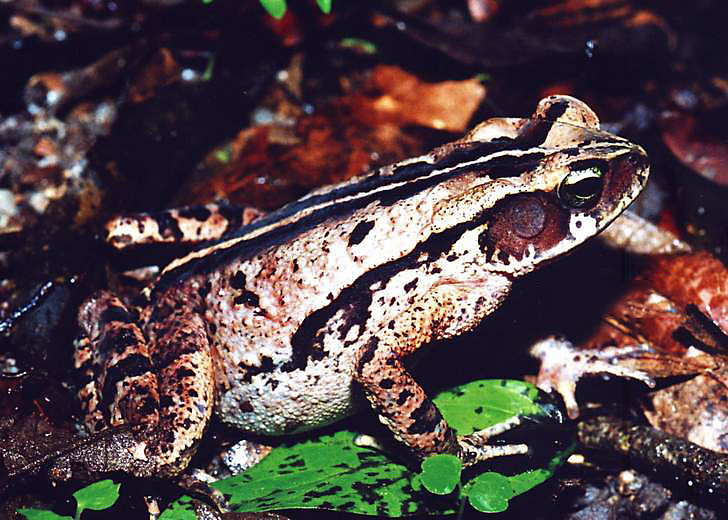
Rhinella ornata

Les mâles mesurent de 54,5 à 74,9 mm et les femelles de 69,8 à 88,1 mm.

## Taxinomie
Le résultat de l'hybridation entre Rhinella ornata et Rhinella crucifer est Rhinella pombali.

## Publication originale
- Spix, 1824 : Animalia nova sive species novae testudinum et ranarum, quas in itinere per Brasiliam annis 1817-1820 (texte intégral)